# Instalovaný výkon
Instalovaný výkon {\displaystyle P_{i}} je součet jmenovitých činných výkonů všech stejných zařízení (např. alternátory), nacházejících se v jednom objektu (např. v elektrárně). Udává se obvykle v megawattech nebo kilowattech.
Poměr mezi skutečně vyrobenou energií a teoretickou hodnotou, která by byla získána při nepřetržitém využití instalovaného výkonu, se nazývá koeficient ročního využití.
Instalovaný výkon je také důležitým parametrem pro regulaci elektrické sítě. Ta musí být schopna vykrýt výpadek zdroje s největším instalovaným výkonem.